# شبكة رضفية
الشبكة الرضفية، تعرف أيضاً (بمفاغرة الدورة الدموية حول مفصل الركبة أو مفاغرة الرضفة أو مفاغرة الركبة أو شبكة الأوعية الدموية المفصلية للركبة أو شبكة مفصل الركبة) هي شبكة معقدة من الأوعية الدموية والتي تقع حول الرضفة وفوقها، وتلامس أيضاً أطراف عظمة الفخذ وقصبة الساق، وبذلك تشكل ضفيرة سطحية وعميقة.
تقع الضفيرة السطحية بين اللفافة والجلد حول الرضفة وتشكل ثلاثة أقواس واضحة المعالم، ويقع القوس الأول في الحد العلوي للرضفة في النسيج الضام الرخو فوق عضلة الفخذ الرباعية، وأما القوس الثاني والثالث فيقعان تحت الرضفة، مرتكزين في الدهون خلف الرباط الرضفي.
أما الضفيرة العميقة والتي تشكل رابطة قوية من الأوعية الدموية تقع في الطرف السفلي من عظمة الفخذ والطرف العلوي من قصبة الساق حول اسطحهم المفصلية وترسل الرضفة عدد من الإزاحات داخل مفصل الركبة.
الشرايين التي تشكل هذه الضفيرة هي الشريان الركبي الإنسيّ السفلي والإنسيّ العلوي، والشريان الركبي الجانبي السفلي والجانبي العلوي، والشريان الركبي النازل، والفرع المنحدر المتدني من الشريان المنعطف الفخذي الجانبي، والشريان الراجع الظنبوبي الأمامي.

## الارتباطات السريرية
توفر مفاغرة الركبة دورة دموية جانبية لتزويد الساق عندما تكون الركبة مثنية بالكامل.
عندما تعاني الركبة من تمدد الاوعية الدموية للشريان المأبضي، وكان من الضروري ربط الشريان الفخذي جراحيًا، فلا يزال بإمكان الدم الوصول إلى الشريان المأبضي البعيد عن الرباط عبر مفاغرة الركبة. ومع ذلك، إذا تعطل التدفق في الشريان الفخذي للساق الطبيعية فجأة، نادرًا ما يكون تدفق الدم البعيد كافيًا. والسبب في ذلك هو حقيقة أن تفاغر الركبة موجود فقط في أقلية من الأفراد ودائمًا ما يكون غير متطور عند عدم وجود مرض في الشريان الفخذي.
يبدو أن الرسوم التوضيحية لمفاغرة الركبة في الكتب المدرسية مستمدة من الصورة المجملة، الموضحة في الصندوق الجانبي، والتي تم إنتاجها لأول مرة بواسطة هنري غراي صاحب كتاب تشريح غراي في عام 1910، ولم يأخذ الرسم التوضيحي لعام 1910، ولا أي نسخة لاحقة، من تشريح جسدي بل بالأحرى أنشأت من كتابات الجراح جون هنتر وكتابات الجراح أستلي كوبر التي وصفت مفاغرة الركبة بعد سنوات عديدة من ربط الشريان الفخذي لتمدد الأوعية الدموية المأبضية، ولازال لم يتم إظهار تفاغر الركبة حتى مع تقنيات التصوير الحديثة مثل التصوير المقطعي بالأشعة السينية أو تصوير الأوعية.

## روابط خارجية
- Definition of Genicular Anastomosis at medilexicon.com